# Kungslena-Hömbs församling
Kungslena-Hömbs församling var en församling i Skara stift och i Tidaholms kommun. Församlingen uppgick 2010  i Varvs församling. 

## Administrativ historik
Församlingen bildades 2006 genom en sammanslagning av Kungslena församling och Hömbs församling. Församlingen ingick till 2010 i Tidaholms pastorat. Församlingen uppgick 2010 i Varvs församling.

## Kyrkor
- Kungslena kyrka
- Hömbs kyrka